# シメイズ147
シメイズ147(Simeis 147、Sh2-240、スパゲティ星雲)とは、おうし座および、ぎょしゃ座にかけて存在する超新星残骸である。

## 概要
みかけの大きさはかなり大きく、3度に及び、およそ3000(±350) 光年の距離にある。 またその領域は41.9 パーセク (137±25光年)に及ぶ。 およそ10万年前に出現した超新星残骸である。